# Bexbach
Bexbach is een gemeente in de Duitse deelstaat Saarland, gelegen in de Saarpfalz-Kreis. De plaats telt 17.565 inwoners.

## Afbeeldingen

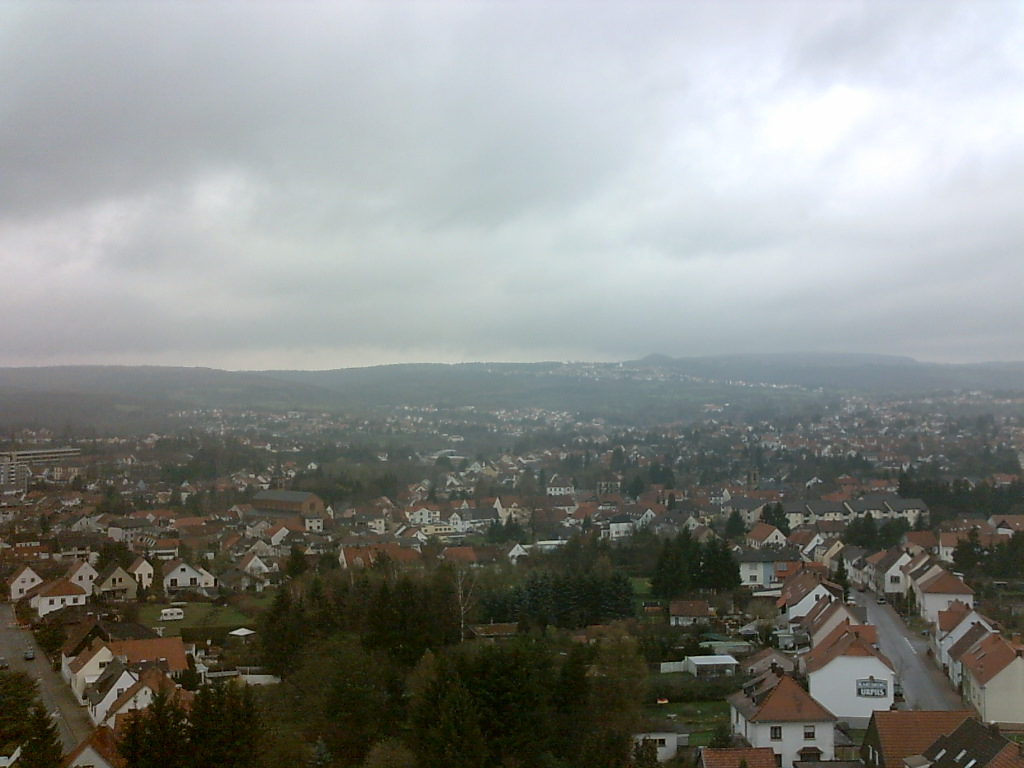
Gezicht op Bexbach
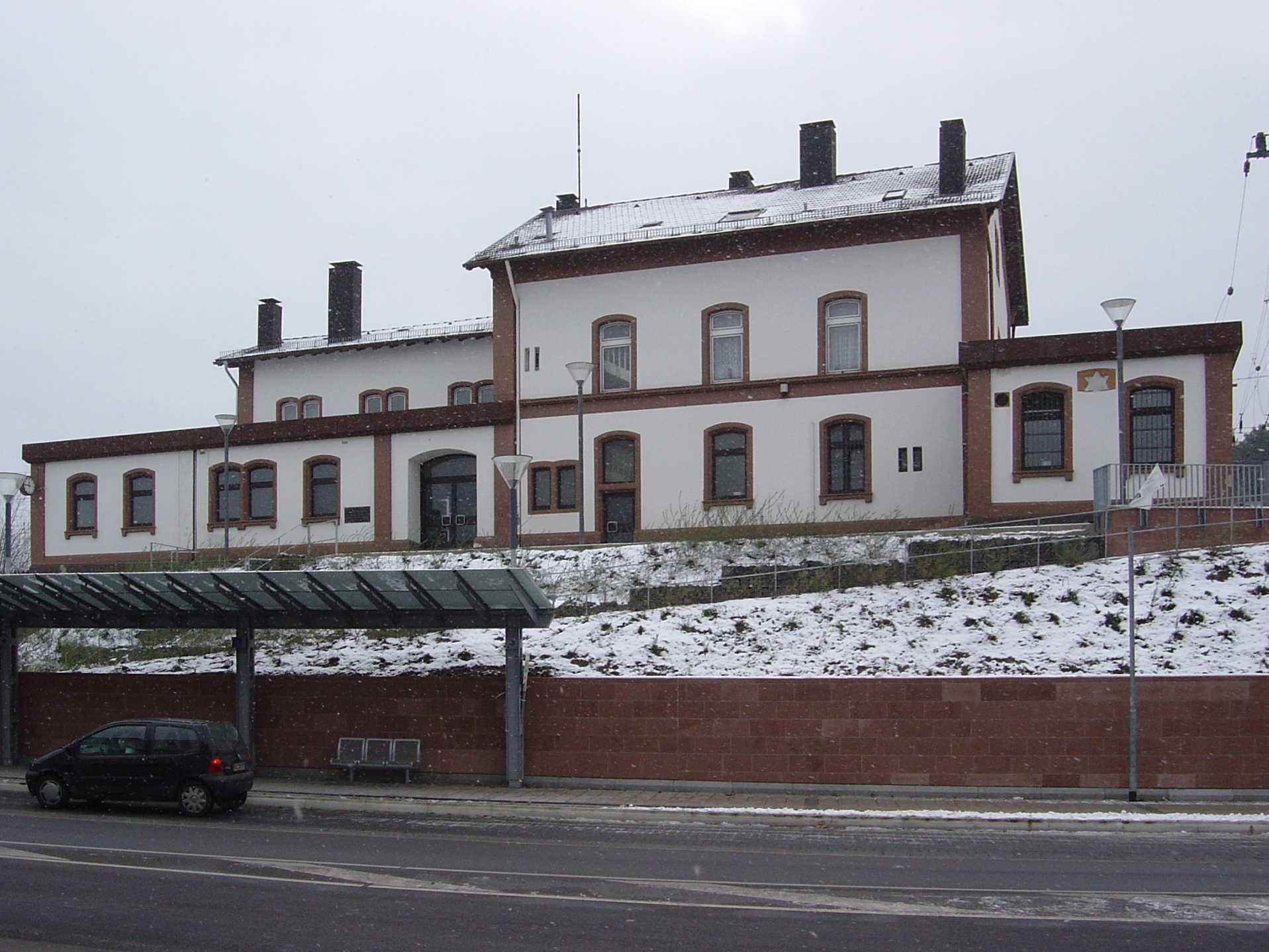
Station Bexbach
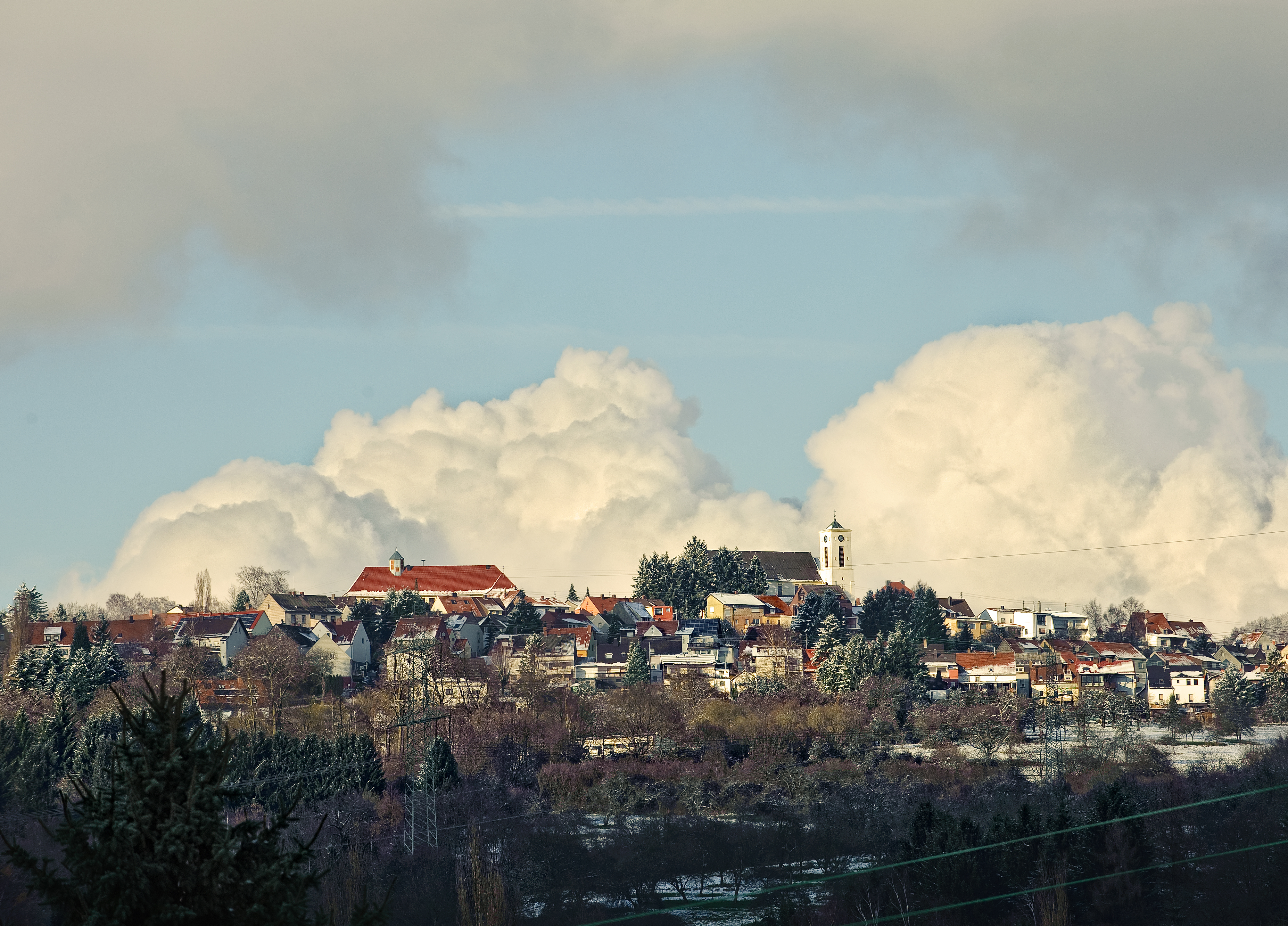
Gezicht op stadsdeel Frankenholz

Bexbach · Blieskastel · Gersheim · Homburg · Kirkel · Mandelbachtal · Sankt Ingbert